# Isri
Isri là một thị trấn thống kê (census town) của quận Giridih thuộc bang Jharkhand, Ấn Độ.

## Nhân khẩu
Theo điều tra dân số năm 2001 của Ấn Độ, Isri có dân số 8796 người. Phái nam chiếm 53% tổng số dân và phái nữ chiếm 47%. Isri có tỷ lệ 66% biết đọc biết viết, cao hơn tỷ lệ trung bình toàn quốc là 59,5%: tỷ lệ cho phái nam là 74%, và tỷ lệ cho phái nữ là 57%. Tại Isri, 15% dân số nhỏ hơn 6 tuổi.